# Targa (dataföretag)
Targa är ett varumärke för en tysk koncern som säljer datorer. Targa tillverkar förutom datorer även TV-apparater, MP3-spelare, Navigatorer. En återförsäljare av deras produkter i Sverige är den tyska butikskedjan Lidl.